# اسکی سرعت (فیلم ۲۰۱۴)
«اسکی سرعت» (انگلیسی: Downhill (2014 film)) فیلمی در ژانر کمدی است که در سال ۲۰۱۴ منتشر شد.